# Petit-Barachois
Pour les articles homonymes, voir Barachois.
Petit-Barachois est un hameau situé dans la collectivité d'outre-mer française de Saint-Pierre-et-Miquelon, sur la commune de Miquelon-Langlade.

## Géographie
Il est situé dans un site en forme de cuvette sur la côte ouest de Langlade, au sud-ouest de l'île de Miquelon, sur la presqu'île de Petite-Miquelon. 
Le hameau compte quelques résidences secondaires, mais aucun habitant permanent. 

## Toponymie
Le terme barachois est utilisé dans certaines parties du monde francophone pour décrire une lagune ou un lagon côtier séparé de l'océan par un banc de sable, l'eau salée pouvant entrer dans ce lagon à marée haute. Le Grand Barachois est une lagune située au nord de l'isthme de Miquelon-Langlade.

## Histoire
Le 16 décembre 2016, une violente tempête avec des vents d'ouest à plus de 70 nœuds, provoquant une submersion, a fait d'importants dégâts au village. Une maison a même été déplacée sur plus de 20 mètres.

## Philatélie
Le 26 juillet 2006 est émis un diptyque de deux timbres de 2 € chacun avec une vignette centrale. L'ensemble représente le paysage du Petit-Barachois.
Au Salon philatélique d'automne de 2006 à Paris, cette émission de Saint-Pierre-et-Miquelon reçoit le grand prix de l'Art philatélique des départements et territoires d'outre-mer.